# Оранська сільська рада
О́ранська сільська́ ра́да — адміністративно-територіальна одиниця та орган місцевого самоврядування в Іванківському районі Київської області. Адміністративний центр — село Оране.

## Загальні відомості
- Територія ради: 44 км²
- Населення ради: 883 особи (станом на 2001 рік)
- Територією ради протікає річка Тетерів

## Населені пункти
Сільській раді підпорядковані населені пункти:
- с. Оране
- с. Степанівка
- с. Хочева

## Склад ради
Рада складається з 12 депутатів та голови.
- Голова ради: Ткач Юлія Вікторівна
- Секретар ради:

### Керівний склад попередніх скликань
| Прізвище, ім'я, по батькові | Основні відомості                                                                                    | Дата обрання | Дата звільнення |
| --------------------------- | --- | ------------ | --------------- |
| Сидоренко Зоя Володимирівна | Сільський голова, 1962 року народження, освіта вища, позапартійна                                    | 26.03.2006   | 31.10.2010      |
| Сидоренко Зоя Володимирівна | Сільський голова, 1962 року народження, освіта вища, позапартійна                                    | 31.10.2010   | 25.10.2015      |
| Ткач Юлія Вікторівна        | Сільський голова, 1977 року народження, освіта вища, безапартійна, Оранська сільська рада, бухгалтер | 25.10.2015   |                 |

Примітка: таблиця складена за даними сайту Верховної Ради України та ЦВК

### Депутати VII скликання
За результатами місцевих виборів 2015 року депутатами ради стали:

#### За суб'єктами висування
| Суб'єкт висування | Кількість обраних депутатів | %      |
| ----------------- | --------------------------- | ------ |
| Самовисування     | 12                          | 100.00 |

#### За округами
| № округу | Прізвище, ім'я, по батькові    | Ким висунуто  | Дата нар.  | Освіта             | Партійна приналежність | Відомості                                        |
| -------- | ------------------------------ | ------------- | ---------- | ------------------ | ---------------------- | ------------------------------------------------ |
| 1        | Петренко Галина Миколаївна     | Самовисування | 04.10.1969 | вища               | безпартійна            | Оранська сільська рада, секретар                 |
| 2        | Богуш Олена Володимирівна      | Самовисування | 24.07.1980 | середня спеціальна | безпартійна            | Оранський крохмальний завод, лаборант            |
| 3        | Головач Людмила Василівна      | Самовисування | 21.11.1974 | загальна середня   | безпартійна            | Не працює                                        |
| 4        | Рибак Олена Олександрівна      | Самовисування | 16.09.1987 | вища               | безпартійна            | Чорнобильський спец комбінат, бухгалтер          |
| 5        | Гасич Олександр Петрович       | Самовисування | 13.12.1973 | вища               | безпартійний           | Храм Миколи Чудотворця с.Оране, настоятель храму |
| 6        | Комина Юлія Олександрівна      | Самовисування | 05.06.1984 | вища               | безпартійна            | По догляду за дитиною до 3 років                 |
| 7        | Давиденко Валентина Леонідівна | Самовисування | 14.05.1973 | середня спеціальна | безпартійна            | Приватний підприємець                            |
| 8        | Комина Валентина Іванівна      | Самовисування | 07.06.1964 | загальна середня   | безпартійна            | Оранське лісництво, бухгалтер                    |
| 9        | Шебалова Людмила Миколлаївна   | Самовисування | 24.12.1965 | вища               | безпартійна            | Іванківська санепідемстанція, лаборант           |
| 10       | Сингаєвська Людмила Анатолівна | Самовисування | 28.03.1979 | вища               | безпартійна            | Оранська сільська бібліотека, бібліотекар        |
| 11       | Некрутенко Михайло Миколайович | Самовисування | 13.12.1967 | вища               | безпартійний           | Приватний підприємець                            |
| 12       | Пащін Іван Юрійович            | Самовисування | 14.05.1970 | вища               | безпартійний           | Приватний підприємець                            |